# Invincible Louisa
Invincible Louisa est une biographie romancée à destination des enfants et écrite par Cornelia Meigs en 1933. Elle a remporté la médaille Newbery et le Lewis Carroll Shelf Award (en). Elle raconte la vie de Louisa May Alcott, auteur des Quatre filles du docteur March (Little Women). 
Le roman est inédit dans les pays francophones. 

## Résumé
Sous-titré « The Story of the Author of Little Women (L'histoire de l'auteur des Quatre filles du docteur March) », Invincible Louisa s'ouvre avec la naissance de Louisa Alcott un jour de novembre enneigé à Germantown, en Pennsylvanie. Son père, Bronson Alcott, dirigeait une école pour jeunes enfants à la maison. « Ce fut une période de grand bonheur, de paix et de sécurité... Le bonheur devait continuer ... mais la paix et la sécurité ne devaient pas revenir avant très longtemps ». Alors Meigs présente à son lecteur la vie d'Alcott. Son père, Bronson, est décrit comme brillant mais peu pratique, incapable de subvenir aux besoins de sa famille comme un homme de l'époque était censé le faire. 
Le livre suit la famille Alcott à Boston et Concord, alors que Bronson Alcott cherche des lieux qui comprennent ses vues inhabituelles sur l'éducation et le transcendantalisme. Louisa s'avère être une enfant active, ayant des ennuis et causant à sa mère, Abba, une certaine anxiété. Quand elle a dix ans, la famille déménage à nouveau à Fruitlands (en) , la communauté transcendantaliste qu'Alcott aide à fonder. Il y a maintenant quatre filles dans la famille. Meigs dépeint Bronson Alcott et la fille aînée, Anna Alcott Pratt (en), comme étant pleinement attachés aux idéaux de cette nouvelle vie, mais dit que Louisa et sa mère comprennent combien de travail acharné serait nécessaire pour qu'une ferme communautaire réussisse. Le contraste entre l'idéalisme et la pratique est démontré lorsque Bronson et le seul à quitter le domaine pour donner une conférence au moment de la récolte de l'orge. Une tempête approchant, Abba et les enfants s'occupent seuls du grain. En moins d'un an, Fruitlands est un échec et la famille déménage à plusieurs reprises. 
Invincible Louisa présente l'amitié des Alcotts avec Ralph Waldo Emerson et raconte certains événements que Louisa utilise plus tard dans Les Quatre filles du docteur March, y compris les réunions du Pickwick Club et la mort d'une des plus jeunes sœurs de Louisa, Elizabeth (en). Plus tard, Louisa quitte la famille pour enseigner et découvrir son propre style d'écriture. Pendant la guerre de Sécession, elle se rend à Washington DC pour soigner des soldats. Le livre se termine par l'écriture des Quatre filles du docteur March par Louisa et des deux livres qui ont suivi, Le rêve de Jo March et Jo et sa tribu. Le succès de ces livres, selon Meigs, donne à Louisa sa propre « fin heureuse ... tout ce qu'elle avait voulu de la vie - juste pour prendre soin d'eux tous ». 
Invincible Louisa se termine par une chronologie de cinq pages de la vie de Louisa May Alcott. 

## Réception critique
Children's Literature (en) cite Invincible Louisa comme un « récit gracieux et bien écrit »... En plus de présenter les faits de sa vie, l'auteur « tisse de nombreuses descriptions évocatrices de l'environnement et des sentiments de Louisa, créant ainsi une biographie qui semble plus intéressante et attrayante qu'une œuvre plus factuelle et sans fioritures » . Kirkus Reviews a qualifié Meigs de « l'un des auteurs de fiction pour garçons et filles les plus appréciés ». Il a ensuite loué « la nouvelle biographie, qui fait revivre Joe [sic] dans la courageuse et galante adolescence de ce favori des conteurs américains » . 
Invincible Louisa a reçu la médaille Newbery pour « sa contribution la plus distinguée à la littérature américaine pour enfants » en 1934. Il a également reçu le prix Lewis Carroll Shelf Award (en) en 1963.